# Kritisches Lebensereignis
Ein Kritisches Lebensereignis ist ein Ereignis, das die bestehende Lebenssituation einer Person verändert und sie zu Maßnahmen der Bewältigung und Anpassung zwingt. Beispiele für Kritische Lebensereignisse (auch belastendes Lebensereignis, Lebenskrise, Stressful Life Event, Adversity) sind: Verlust des Arbeitsplatzes, Trennung/Scheidung, Tod von Partner oder Kind, schwere eigene Erkrankung/Unfall bzw. von Familienmitglied sowie lebensbedrohende Ereignisse (Traumata). Kritische Lebensereignisse treten in jedem Lebenslauf auf. Sie werden von der Sozial-Epidemiologie untersucht als mögliche Verursacher oder Auslöser von körperlichen und psychischen Erkrankungen. Sie erhöhen die Risiken verschiedener Erkrankungen. Die betroffenen Personen bewältigen kritische Lebensereignisse mehrheitlich jedoch soweit erfolgreich, dass sie nicht manifest bzw. nicht längerfristig erkranken.
Im Rahmen der Entwicklungspsychologie wird die Bedeutung von kritischen Lebensereignissen für Entwicklungsveränderungen über die Lebensspanne untersucht. Zu den kritischen Ereignissen werden hier auch Entwicklungsaufgaben und Rollen-Übergänge gerechnet. Sie lösen entwicklungsmäßigen Wandel aus. Unabhängig von einer evtl. Erkrankung beeinflusst ein kritisches Lebensereignis häufig die gesamte Lebenssituation einer Person und kann ihren Lebenslauf in eine ungünstige Richtung bringen. – In neuerer Zeit werden die Auswirkungen von kritischen Lebensereignissen im Rahmen des Vulnerabilitäts-Stress-Coping-Modells eingeordnet. Weiterhin werden die Bewältigungs-Strategien sowie die Auslöser von kritischen Ereignissen untersucht.

## Definition und Merkmale
Kritische Lebensereignisse „attackieren das Passungsgefüge einer Person mit ihrer Umwelt“. Sie erschüttern bislang unhinterfragte Gewissheiten und können heftige Emotionen auslösen. „Wenn alle Versuche der Reorganisation der Person-Umwelt-Passung [Bewältigung] zu misslingen scheinen und auch der damit einhergehende negative Affekt nicht reguliert werden kann“, kommt es zur Krise, deren Ausgang positiv oder negativ sein kann.
Unter "Kritischem Lebensereignis" werden sehr heterogene Ereignisse in der gesamten Lebensspanne zusammengefasst, wobei beträchtliche Überlappungen bestehen zu "Stress" und zu "Trauma":
1. kritische Lebensereignisse im engeren Sinn, lebensverändernde Ereignisse
2. normative Ereignisse, Entwicklungsaufgaben
3. chronische Stressfaktoren (z. B. Pflege eines chronisch kranken Angehörigen)
4. Alltagsbelastungen (daily hassles, z. B. langer Anfahrtsweg zur Arbeitsstelle)
5. belastende Großereignisse (z. B. Wirtschaftskrise, Naturkatastrophe)
6. Nicht-Ereignisse (z. B. ungewollte Kinderlosigkeit, ausbleibende Beförderung)
7. Traumata im engeren Sinne: ein Trauma-Ereignis liegt vor, wenn das Leben oder die körperliche Unversehrtheit der Person verletzt oder bedroht wird (z. B. Opfer von körperlicher Gewalt, Vergewaltigung, Kriegshandlung).[5] Teilweise werden auch schwerwiegende, aber nicht lebensbedrohende Ereignisse als "Trauma" bezeichnet.
8. kritische Lebensereignisse bzw. Trauma-Ereignisse im Kindesalter (Kindheitstraumata), vor allem sexueller Missbrauch, Misshandlung und Vernachlässigung.

Ob ein kritisches Lebensereignis zu einem erhöhten Erkrankungsrisiko führt, hängt sowohl von Merkmalen des Ereignisses als auch von Merkmalen der betroffenen Person ab. Relevante Ereignismerkmale sind:
- Unkontrollierbarkeit: das Ereignis bzw. seine Folgen können durch eigene Handlung nicht verhindert oder beeinflusst werden;
- Schweregrad, Intensität, Anzahl der durch das Ereignis tangierten Lebensbereiche ("Wirkungsgrad");
- Dauer des Ereignisses und seiner Folgen: einmaliges/kurzfristiges Ereignis (Typ-I-Trauma) vs. chronisches bzw. wiederholtes Ereignis (Typ-II-Trauma).[5]

Relevante Personenmerkmale sind:
- Alter bei Eintritt
- Geschlecht
- persönliche Bewertung des Ereignisses
- Fähigkeiten und Ressourcen zur Bewältigung, persönliche Schutzfaktoren
- verfügbare soziale Unterstützung.

## Untersuchungsmethoden
In der empirischen Forschung werden häufig Listen kritischer Lebensereignisse verwendet, anhand derer die Befragungspersonen die von ihnen erlebten Ereignisse angeben sollen. Die Erhebung erfolgt per Fragebogen oder/und durch geschulte Interviewer. Eines der ersten Instrumente war die "Social Readjustment Rating Scale SRRS" von Holmes & Rahe (1967). Die Skala enthält 43 negative und positive Lebensereignisse, deren jeweilige Schweregrade zahlenmäßig festgelegt sind durch ihren sog. Wiederanpassungsaufwand (Life Change Unit; z. B. Tod des Ehepartners = 100, Eheschließung = 50, Arbeitsplatzverlust = 47; s. Artikel Stressor). Die Belastungswerte der individuell angegebenen Lebensereignisse werden zu einem Gesamt-Belastungswert addiert. Empirisch hat sich gezeigt, dass nur negative Lebens-Ereignisse das Risiko von Erkrankungen erhöhen.
Bei der Verwendung von Ereignislisten bestehen verschiedene methodische Probleme. Es wird eine Vielzahl von unterschiedlichen Ereignis- und Trauma-Listen eingesetzt, so dass die Ergebnisse nur teilweise vergleichbar sind. Wenn in einer Liste auch weniger schwerwiegende Ereignisse enthalten sind, ergibt sich eine höhere Anzahl von betroffenen Personen. Die subjektive Bewertung und affektive Bedeutung der Ereignisse sowie die auslösenden Bedingungen werden häufig nicht erfasst. Schwere bzw. traumatische Ereignisse haben eine niedrige Eintrittswahrscheinlichkeit, sie sind häufig in den Listen nicht enthalten. Die Erfassung erfolgt meistens retrospektiv, was zu Erinnerungsfehlern führen kann; z. B. kann die Erinnerung an das Ereignis durch die Folgen des Ereignisses beeinflusst werden. – Ein alternatives Vorgehen besteht darin, Personen zu untersuchen, die mit einem bestimmten kritischen Lebensereignis konfrontiert waren, z. B. Krebsdiagnose. Wie betroffene Personen dieses Ereignis und seine Folgen interpretieren und bewältigen, wird ausführlich untersucht.

## Häufigkeit von kritischen Lebensereignissen
Trennung/Scheidung und Arbeitslosigkeit sind häufige Ereignisse. In der Zeit nach dem Zweiten Weltkrieg bis 1995 hat sich das Scheidungsrisiko verdreifacht. Bezogen auf das Jahr 2012 wurden in Deutschland mehr als ein Drittel der Ehen bis zu einer Ehedauer von 25 Jahren geschieden. 2014 waren in Deutschland insgesamt 2.950.250 Personen arbeitslos gemeldet.
Trauma-Ereignisse im engeren Sinne sind deutlich weniger häufig. Eine repräsentative deutsche Bevölkerungsstichprobe (Maercker u. a. 2008; Alter 14–93 Jahre) wurde im Jahr 2005 hinsichtlich Trauma-Ereignissen im gesamten bisherigen Leben befragt; Mehrfach-Nennungen waren möglich. Zudem wurden Symptome der Posttraumatischen Belastungsstörung erhoben. In Tab. 1 sind für Kriegs- und zivile Traumen die Lebenszeit-Prävalenzen angegeben.
| Art des Traumas                 | Prävalenz des Traumas % |
| ------------------------------- | ----------------------- |
| 1. direkte Kriegshandlungen     | 8,2                     |
| 2. ausgebombt im Krieg          | 7,0                     |
| 3. heimatvertrieben             | 6,7                     |
| 4. Gefangenschaft/Geiselnahme   | 1,6                     |
| 5. Vergewaltigung               | 0,75                    |
| 6. Kindesmissbrauch             | 1,2                     |
| 7. schwerer Unfall              | 4,6                     |
| 8. körperliche Gewalt           | 3,8                     |
| 9. lebensbedrohliche Krankheit  | 3,0                     |
| 10. Naturkatastrophe            | 0,8                     |
| 11. Zeuge einer Traumatisierung | 8,5                     |
| 12. andere Traumen              | 3,6                     |

Tab. 1 Trauma-Lebenszeit-Prävalenz (Maercker u. a. 2008); 1.–4. Kriegstraumen; 5.–12. zivile Traumen;
Häufigstes Trauma-Ereignis war es, Zeuge der Traumatisierung einer anderen Person zu sein (8,5 %). Kriegsbezogene Traumata waren ebenfalls nicht selten. Insgesamt hatten 24 % der Befragten in ihrem Leben ein oder mehrere Trauma-Ereignisse erlebt; 28,0 % der Frauen, 20,9 % der Männer. – In einer repräsentativen US-weiten Bevölkerungsstichprobe (Kessler u. a. 1995) wurden Personen im Alter von 15 bis 54 Jahren nach dem Vorkommen von Trauma-Ereignissen sowie nach Symptomen der Posttraumatischen Belastungsstörung in ihrem bisherigen Leben befragt (Lebenszeit-Prävalenz); Mehrfach-Nennungen waren möglich. Gemittelt über die Geschlechter waren die drei häufigsten Ereignisse: Zeuge von Unfall oder Gewalt (25,0 %); eigener Unfall (19,4 %); Katastrophe (Feuer, Flut, Naturkatastrophe 17,1 %). Von den Befragten hatten 60,7 % der Männer und 51,2 % der Frauen ein oder mehrere Traumata in der Lebenszeit erlebt. – Übereinstimmend zeigen die Erhebungen, dass Trauma-Ereignisse im Lebensverlauf keineswegs selten sind; in Deutschland hat etwa ein Viertel der Bevölkerung mindestens ein Trauma erlebt, in den USA mehr als die Hälfte.

## Kritische Lebensereignisse als Auslöser von Erkrankungen
Zunächst war angenommen worden, dass kritische Lebensereignisse – vor allem in Häufung (Kumulation) – Erkrankungen verursachen. Holmes & Masuda (1974) fanden in einer Stichprobe von 88 Medizinalassistenten einen signifikanten Zusammenhang zwischen allgemeinmedizinischen Erkrankungen und der Belastung durch kritische Lebensereignisse in den 2 Jahren vor Erkrankungsbeginn. – Arbeitslosigkeit beeinträchtigt die Gesundheit. Die empirischen Befunde zeigen übereinstimmend: "Arbeitslose weisen einen deutlich schlechteren Gesundheitszustand im Vergleich zu Beschäftigten auf. Das Erkrankungsrisiko von Arbeitslosen ist [...] vor allem im Bereich der psychischen Erkrankungen deutlich erhöht. Es steigt mit zunehmender Dauer der Arbeitslosigkeit stark an." Hinsichtlich der Verursachung ist zu berücksichtigen, dass eine Erkrankung schon vor dem Arbeitsplatzverlust bestanden und diesen ggf. ausgelöst haben kann. In jedem Fall stellt anhaltende Arbeitslosigkeit eine schwere gesundheitliche Belastung dar.
Von den Lebensereignissen, die eine Erkrankung auslösen können, haben Traumata eine besondere Bedeutung. Ein Trauma-Ereignis kann unmittelbar eine Akute Belastungsreaktion auslösen, die im Allgemeinen innerhalb von Stunden oder Tagen abklingt. – Als verzögerte Reaktion auf ein Trauma-Ereignis kann sich eine Posttraumatische Belastungsstörung entwickeln. Nach der ICD-10 (International Classification of Diseases-10) ist für diese Diagnose ein Trauma in den vorausgegangenen 6 Monaten eine notwendige Bedingung.
In der Studie von Maercker u. a. wurde auch die Symptomatik der Posttraumatischen Belastungsstörung erhoben. Im Monat vor der Erhebung leiden von allen Befragten 2,3 % an Posttraumatischer Belastungsstörung im Vollbild und weitere 2,7 % an einzelnen Symptomen (partielle Posttraumatische Belastungsstörung), zusammen 5,0 % (Ein-Monats-Prävalenz). Die Lebenszeitprävalenz ist höher anzunehmen. Bei den Befragten, die ein oder mehrere Traumata erlitten hatten (Risikopersonen), liegt die Wahrscheinlichkeit, aktuell an Posttraumatischer Belastungsstörung (Vollbild) zu leiden, bei 12 %, weitere 12,8 % leiden an einzelnen Symptomen, zusammen 24,8 %. Die schwerwiegendsten Trauma-Ereignisse, d. h. diejenigen, die am häufigsten eine Posttraumatische Belastungsstörung (Vollbild) auslösen, sind:
- Vergewaltigung (38 % der betroffenen Personen entwickeln eine Posttraumatische Belastungsstörung)
- Kindesmissbrauch (35 %)
- lebensbedrohliche Erkrankung (23 %)

Trauma-Ereignisse führen also teilweise zu einem dramatisch hohen Risiko für Posttraumatische Belastungsstörungen. Dieses Risiko liegt aber bei allen Trauma-Formen unter 50 %. – In der US-Stichprobe von Kessler u. a. beträgt nach einem oder mehreren Traumata das Risiko von Posttraumatischer Belastungsstörung für Frauen 20,4 %, für Männer 8,1 %. Die schwerwiegendsten Ereignisse für ein oder beide Geschlechter sind:
- Vergewaltigung (46 % der betroffenen Frauen, 65 % der betroffenen Männer entwickeln eine Posttraumatische Belastungsstörung)
- sexuelle Belästigung (Frauen 27 %, Männer 12 %)
- Kriegsgefecht (nur Männer 39 %)
- Bedrohung mit Waffengewalt (Frauen 33 %, Männer 2 %)
- Misshandlung in der Kindheit (Frauen 49 %, Männer 22 %).

"Es hat sich gezeigt, dass einerseits die willentlich durch Menschen verursachten Traumata (man made disaster) und andererseits die zeitlich länger andauernden Typ-II-Traumata in vielen Fällen zu stärker beeinträchtigenden und chronischeren psychischen Folgen führen können als die anderen Formen."
Von der Posttraumatischen Belastungsstörung werden die Störungen/Erkrankungen unterschieden, die von kritischen, aber nicht-traumatischen Lebensereignissen ausgelöst werden, die also "nach einer entscheidenden Lebensveränderung, nach einem belastenden Lebensereignis oder auch nach schwerer körperlicher Erkrankung auftreten". Sie werden in der ICD-10 als Anpassungsstörungen diagnostiziert.
Kritische Lebensereignisse, insbesondere unkontrollierbare Verlustereignisse, z. B. Verwitwung, erhöhen das Risiko von depressiven Erst-Erkrankungen. Aber nur eine "relativ kleine Zahl der [von einem kritischen Ereignis] Betroffenen" entwickeln tatsächlich eine Depression. Als Auslöser von späteren depressiven Episoden spielen kritische Ereignisse nur eine geringe Rolle. – Einzelne Lebensereignisse können Normen oder grundlegende Gerechtigkeits-Überzeugungen verletzen; z. B. wenn eine Person, die sich am Arbeitsplatz aufgeopfert hat, gekündigt wird oder bei Nachbarschaftskonflikten. Neben dem Erleben von Ungerechtigkeit kommt es zu Gefühlen von Herabwürdigung, von Aggression gegen den Verursacher sowie der Hilflosigkeit und des Ausgeliefertseins. Es kann Verbitterung entstehen, die bei Anhalten zur Erkrankung der Posttraumatischen Verbitterungsstörung führen kann. Die Verbitterungsstörung wird zu den Anpassungsstörungen gerechnet; (s. a. Gratifikationskrise).
Kritische Lebensereignisse und vor allem chronische Belastungen führen zu körperlichen Veränderungen u. a. zu einer verstärkten Stressreaktion (erhöhte Ausschüttung von Stresshormonen) sowie zu einer Beeinträchtigung des Immunsystems; s. Hauptartikel Stress.
Kritische und Trauma-Ereignisse können schizophrene Symptome auslösen. Junge Erwachsene einer repräsentativen deutschen Bevölkerungs-Stichprobe (Lataster u. a. 2012), die sowohl in frühen Jahren als auch kürzlich kritische Lebensereignisse
(Adversities) erfahren hatten, weisen ein erhöhtes Risiko von psychotischen (schizophrenen) Symptomen von 21,6 % auf. Von den Befragten ohne kritische Ereignisse zeigen nur 5,2 % psychotische Symptome.
Allgemein gilt: kritische Lebensereignisse erhöhen die Risiken von Erkrankungen. Von Personen, die einem oder mehreren kritischen Ereignissen oder Traumata ausgesetzt waren, erkrankt allerdings nur die Minderzahl; d. h. kritische Ereignisse sind für die jeweilige Erkrankung nicht notwendig (Ausnahme Posttraumatische Belastungsstörung). Andererseits sind von den Personen, die eine bestimmte Erkrankung aufweisen, nur ein Teil zuvor mit einem kritischen Ereignis konfrontiert gewesen; d. h. kritische Lebensereignisse sind für die Erkrankung auch nicht hinreichend. Zusammenfassend schreiben Filipp & Aymanns: "Die Belastung durch kritische Lebensereignisse [scheint] keineswegs in dem Maß geeignet, das Risiko einer Erkrankung zu erhöhen und/oder deren Verlauf zu beeinflussen, wie dies in der traditionellen Lebensereignisforschung ursprünglich vermutet worden war."

### Vulnerabilitäts-Stress-Coping-Modell
Kritische Lebensereignisse erfordern geeignete Anstrengungen zur Bewältigung (Coping). Erkrankung infolge eines kritischen Lebensereignisses bedeutet misslingende Bewältigung. Was unterscheidet die Personen, die erkranken, von denen, die ein vergleichbares Ereignis ohne Erkrankung bewältigen? Es muss an den Personen liegen. Bei Infektionskrankheiten spricht man von Diathese (Anfälligkeit). Bei psychischen Erkrankungen spricht man eher von Vulnerabilität (Verletzlichkeit; s. Diathese-Stress-Modell). Ohne Vulnerabilität würde eine Person das jeweilige Lebensereignis ohne Erkrankung bewältigen. Andererseits würde eine vulnerable Person ohne kritisches Lebensereignis nicht erkranken. – Vulnerabilität hängt u. a. ab von der genetischen Ausstattung, den kindlichen Belastungs-Erfahrungen und von Persönlichkeitsmerkmalen, z. B. geringem Selbstwertgefühl. Wenn persönliche Schutzfaktoren und/oder soziale Unterstützung vorhanden sind, kann auch eine vulnerable Person Lebensereignisse bewältigen, ohne zu erkranken. Die frühere Annahme, dass Lebensereignisse Krankheiten verursachen, wird abgelöst durch das Vulnerabilitäts-Stress-Coping-Modell. Die "kritischen Lebensereignisse" entsprechen weitgehend den "Stressfaktoren" im Vulnerabilitäts-Stress-Modell.

## Kritische Lebensereignisse in Entwicklungs-Perspektive
In entwicklungspsychologischer Perspektive werden die Auswirkungen von kritischen Lebensereignissen auf den gesamten Lebenslauf betrachtet. Inwieweit fungieren sie als Anreize zu positiver Entwicklung? Wann gilt das Sprichwort »Aus Schaden wird man klug«? Normative Ereignisse (Entwicklungsaufgaben, z. B. Prüfungen, Beginn einer Partnerschaft, Beginn der Berufstätigkeit, Berentung) erfordern Anstrengungen und können zu Misserfolg führen. Sie nehmen Einfluss auf Lebenslauf und Lebensgestaltung. In der autobiographischen Erinnerung dienen Lebensereignisse als Markierungspunkte im Lebenslauf.
Realschüler, die am Ende ihres letzten Schuljahres mit Scheidung der Eltern oder Tod eines Elternteils/Geschwisters konfrontiert waren, ließen in ihren Anstrengungen nach, eine Lehrstelle zu suchen (primäres Kontrollstreben). Dieses Nachlassen war jedoch dann geringfügig, wenn sie die Attraktivität des Lehrstellen-Ziels für sich beibehalten oder steigern sowie konkurrierende Ziele blockieren konnten (sekundäres Kontrollstreben). – Kritische Lebensereignisse sind häufig Anlass, Lebensziele zu verändern oder/und die Überzeugungen von der Welt (kognitive Schemata) zu modifizieren. Andererseits versuchen betroffene Personen auf bewährte Routinen zurückzugreifen, durch die das Selbst bewahrt, verteidigt oder in seiner Konsistenz gesichert werden soll. Ein Jahr nach der Diagnose zeigen diejenigen krebskranken Personen ein höheres emotionales Wohlbefinden, für die ihr Leben seither weitgehend unverändert verlaufen war, die aus diesem Zeitraum insgesamt weniger negative und weniger positive Veränderungen berichtet hatten.
Kritische Lebensereignisse können weitere negative Ereignisse nach sich ziehen und zu anhaltenden Lebensbenachteiligungen führen. Verwitwung führt zu Verminderung des sozialen Austausches und Entleerung des Alltags; bei fehlender Bewältigung können Vereinsamung und vorzeitiges Versterben folgen. Arbeitsplatzverlust kann bei fortgesetzter Arbeitslosigkeit massive finanzielle Verschlechterung zur Folge haben. – Andererseits berichtet nach Trauma-Erfahrung ein Teil der Betroffenen von "posttraumatischem Wachstum", wobei sowohl Verhaltensänderungen im Sinne verbesserter Anpassung als auch Änderungen von Einstellungen, Bewertungen und Zielsetzungen eintreten können.

## Kritische Lebensereignisse in Kindheit und Jugend
Personen, die in der Kindheit kritischen Lebensereignissen oder Traumata ausgesetzt gewesen waren, zeigen mehr Risikoverhaltensweisen, wodurch mit höherer Wahrscheinlichkeit weitere kritische Ereignisse eintreten. Zudem können sich durch frühe Lebensereignisse die Vulnerabilität und damit die Wahrscheinlichkeit für spätere Erkrankungen erhöhen. Wenn Schutzfaktoren verfügbar sind und Kindheitsbelastungen erfolgreich bewältigt werden, wirkt das Lebensereignis wie eine Art Impfung, wodurch die Bewältigungsfähigkeiten und die Resilienz der Person zunehmen.

## Bewältigung von kritischen Lebensereignissen
„Stressbewältigung bezieht sich auf die tätige und/oder kognitive [und emotionale] Auseinandersetzung einer Person mit belastenden Merkmalen der Umwelt und mit sich selbst“, unabhängig von ihrem Erfolg. Die Bewältigungs-Aktivitäten können grundlegend danach unterschieden werden, ob sie ansetzen an der durch ein kritisches Ereignis veränderten Lebenslage oder an der betroffenen Person selbst. Bei "offensivem" Coping (Bewältigung) versucht die Person, "die Stressquelle, die Stresswahrnehmung, die Stressbewertung und die verschiedenen Ebenen der Stressreaktionen aktiv zu beeinflussen." Bei "defensivem" Coping vermeidet die Person "größere Anstrengungen und verzichtet weitgehend auf die offensive Auseinandersetzung." Nach Lazarus & Folkman (1984) bewertet eine betroffene Person zunächst die Stress-Situation und ihre Copingfähigkeiten. Bei ihren dann folgenden Aktivitäten werden problemzentriertes und emotionszentriertes Coping sowie Neubewertung (reappraisal) unterschieden. Im Einzelnen werden folgende Stressbewältigungs-Strategien beschrieben (Tab. 2).
| Bewältigung wird angestrebt über die Beeinflussung der ... | Offensives Coping                                        | Defensives Coping                                             |
| ---------------------------------------------------------- | -------------------------------------------------------- | ------------------------------------------------------------- |
| der Stressquelle                                           | 1. Planvolles Handeln zur Beeinflussung der Stressquelle | 2. Bewusstes Vermeiden der Konfrontation mit der Stressquelle |
| der Stresswahrnehmung                                      | 3. Informieren über die Stressquelle                     | 4. Verleugnen/Ignorieren oder Ausblenden der Stressquelle     |
| der Stressbewertung                                        | 5. Sich Mut machen durch Umbewerten                      | 6. Akzeptieren durch Umbewerten                               |
| der körperlichen Stressreaktion                            | 7. Aktive Beruhigung und Anregung                        | 8. Passive Beruhigung und Anregung                            |
| des Stressausdrucks                                        | 9. Stressemotionen ausdrücken, abreagieren, mitteilen    | 10. Stressemotionen kontrollieren/unterdrücken                |

Tab. 2 Stressbewältigungs-Strategien (Schulz 2005)
Die Beeinflussung der Stressquelle (1. und 2.) sowie Informationsbeschaffung (3.) werden auch als instrumentelles Coping bezeichnet: Antizipatorisches Coping umfasst alle Maßnahmen, um mögliche oder vorhersehbare negative Ereignisse zu vermeiden oder ihre Folgen abzumildern, z. B. Abschließen von Versicherungen (vorwiegend 1. und 3.). Bei wohl allen kritischen Lebensereignissen sind zur Bewältigung sowohl Aktivitäten des offensiven wie des defensiven Copings notwendig. Bei Verlustereignissen steht zunächst das "defensive" Coping im Vordergrund, dann aber wird auch "offensives" Coping erforderlich, z. B. zur Entwicklung und Erreichung neuer Ziele. "Es geht um die Koexistenz unterschiedlichster Modi des Bewältigens, ihren flexiblen (willentlichen und unwillentlichen) Einsatz und ihr Oszillieren im zeitlichen Verlauf." Zum Akzeptieren durch Umbewerten (6.) gehören u. a. Sinnfindungsprozesse sowie Vergleichsprozesse, mit denen das Lebensereignis interpretiert und bewertet wird; z. B. »Andere hat es noch viel schlimmer getroffen« (s. a. Vergebung (Psychologie)). Einzelne Strategien des defensiven Copings können auch als Abwehrmechanismen angesehen werden, z. B. Verleugnen (4.).
Prozess-Modelle beschreiben verschiedene Phasen der Bewältigung (z. B. Horowitz 1979):
- Aufschrei (outcry)
- Verleugnung (denial)
- sich aufdrängende Gedanken (intrusion)
- Durcharbeiten (working through)
- Abschluss (completion).

Oft findet ein häufiger Wechsel von Verleugnung bzw. Vermeidung und intrusiven Gedanken statt, bevor eine Problembearbeitung begonnen werden kann. – Für die "Bewältigung" bei einer zum Tod führenden Krankheit hat Kübler-Ross (1971) in ähnlicher Weise fünf Phasen formuliert. Auch hier variieren Reihenfolge, Dauer und Wiederholungen der Phasen individuell. – Verschiedene therapeutische Techniken können bei der Bewältigung von kritischen Lebensereignissen helfen, z. B. Entspannungstechniken; (s. Artikel Stress, Abschn. 6). Es wurden verschiedene Stressbewältigungs-Trainings entwickelt.

### Soziale Unterstützung
Zur Bewältigung gehören auch Suche, Mobilisieren und Inanspruchnahme von sozialer Unterstützung. Diese umfasst: Emotionale Unterstützung und Zuwendung, kognitive oder informationelle Unterstützung sowie instrumentelle Unterstützung. Letztere greift in die Problembewältigung ein, indem materielle Beiträge geleistet oder/und einzelne Aufgaben (vorübergehend) kompensatorisch oder stellvertretend übernommen werden. Soziale Unterstützung zu gewähren bedeutet, die betroffene Person bei der Bewältigung des Ereignisses und dessen Folgen zu unterstützen, also Hilfe zur Selbsthilfe. Nach einem Trauma vermindert soziale Unterstützung das Ausmaß von Symptomen der Posttraumatischen Belastungsstörung; der mildernde Effekt ist umso größer, je länger sie gewährt wird. Symptomvermindernd wirkt vor allem die emotionale Unterstützung. In einer Partnerschaft sind von einem kritischen Ereignis in der Regel beide Partner betroffen (z. B. schwere Erkrankung, Arbeitsplatzverlust). Die Bewältigung der direkt betroffenen Person hängt wesentlich von der Unterstützung durch den Partner ab (partnerschaftliches oder dyadisches Coping).
Nicht selten erleben von kritischen Lebensereignissen betroffene Personen unpassende Reaktionen aus ihrem weiteren, aber auch näheren sozialen Umfeld. Personen des Umfeldes distanzieren sich, bagatellisieren das Ereignis oder verhalten sich unbeholfen; sie nehmen eine unangemessene Verantwortlichkeits-Zuschreibung vor oder beschuldigen das Opfer; auch kann es zu übertriebener Sorge und Einmischung kommen. Für eine von einem Lebensereignis betroffene Person kann es zusätzlich belastend sein, wenn sie eine erhaltene Hilfeleistung (später) nicht wiedergutmachen kann. Auf Hilfe angewiesen gewesen zu sein, kann bei einer betroffenen Person zudem das Selbstwerterleben beeinträchtigen. Unterstützendes Verhalten führt weniger zu Minderwertigkeitserleben und ist wirksamer, wenn es eher beiläufig oder "unsichtbar" geleistet wird. Helfer können bei schweren Ereignissen/Traumen überfordert sein. Insgesamt aber gilt, dass für betroffene Personen soziale Unterstützung zur Bewältigung eines kritischen Lebensereignisses eminent wichtig ist.

## Ungleiche Verteilung von kritischen Lebensereignissen
Ursprünglich war angenommen worden, das Eintreten eines kritischen Lebensereignisses sei rein zufällig (bad luck), und die Eintretenswahrscheinlichkeit sei für alle Personen gleich. Tatsächlich aber variiert das Risiko vieler kritischer Lebensereignisse mit persönlichen Merkmalen (u. a. Alter und Geschlecht) und unpersönlichen Merkmalen (z. B. Wohnort bei Naturkatastrophen). – Männliche Jugendliche sind häufiger konfrontiert mit kritischen Ereignissen im Leistungsbereich (z. B. Schulversagen) und werden Opfer von körperlicher Gewalt und verbaler Aggression, vor allem wenn sie mit devianten Jugendlichen zusammen sind ("falsche Freunde"). Weibliche Jugendliche berichten häufiger von Belastungen in Familie oder Freundschaftsbeziehungen (z. B. Scheidung der Eltern, Streit mit einer Freundin). Männer sind häufiger mit Trauma-Ereignissen konfrontiert, bei denen ihre körperliche Unversehrtheit beschädigt wird oder bedroht ist, oder sie werden Zeuge davon. Für Frauen besteht ein deutlich höheres Risiko, Opfer einer Vergewaltigung oder anderer sexueller Übergriffe (besonders im jungen Erwachsenenalter) oder Opfer von häuslicher Gewalt zu werden. Die Risiken für einzelne Arten von kritischen Lebensereignissen sind also geschlechtsabhängig. In der Gesamtzahl von kritischen Ereignissen im bisherigen Lebenslauf unterscheiden sich hingegen die Geschlechter kaum.
Das Scheidungsrisiko wird "sozial vererbt". Bezogen auf Erst-Ehen mit einer 20-jährigen Ehedauer haben Kinder, deren Eltern bis zum 15. Lebensjahr geschieden wurden, in ihrer eigenen Ehe ein etwa doppelt so hohes Scheidungsrisiko (33 %) wie Kinder, die mit beiden Eltern aufgewachsen sind (15 %). Dabei besteht ein Geschlechtsunterschied: Söhne geschiedener Eltern haben in ihrer eigenen Ehe ein deutlich höheres Scheidungsrisiko als Töchter geschiedener Eltern.
Entgegengesetzt zur Ausgangshypothese, dass kritische Lebensereignisse Erkrankungen verursachen, können Krankheiten ihrerseits Auslöser von kritischen Ereignissen sein. z. B. kann eine psychisch kranke Person aufgrund von Minderleistung den Arbeitsplatz verlieren oder den Ehepartner. Depressiv Kranke erleben eine höhere Zahl von Belastungsereignissen, und zwar auch dann, wenn sie sich in einer symptomfreien Phase befinden.
Kritische Lebensereignisse sind oft Folge (häufig unerwartete Folge) eigener Handlungen oder Entscheidungen: Personen wählen Situationen, Interaktionspartner oder Aktivitäten, die mit erhöhten Risiken verbunden sind. Z. B. kann das Fehlverhalten einer Person deren Partner veranlassen, die Scheidung zu beantragen. In einer Bevölkerungsstichprobe aus einem US-amerikanischen innerstädtischen Einzugsgebiet waren Personen mit schwerer Substanzabhängigkeit oder/und schwer dissozialem Verhalten (s. dissoziale Persönlichkeitsstörung) mehr als fünfmal häufiger mit kritischen Lebensereignissen konfrontiert als diesbezüglich unauffällige Personen. Wenn die Symptome der beiden Störungen jedoch seit mehr als einem Jahr nicht mehr aufgetreten waren (Remission), sank die Auftretenswahrscheinlichkeit von kritischen Ereignissen fast auf die Höhe der Personen gänzlich ohne diese Störungen.
Lösen die Reaktionen auf ein Lebensereignis wiederum weitere Lebensereignisse aus, spricht man in der Systemischen Sozialarbeit von einem Kaskadeneffekt.
Schutzfaktoren sind ebenfalls ungleich verteilt, vor allem in materieller Hinsicht. Soziale Unterstützung hilft nicht nur bei der Bewältigung von kritischen Lebensereignissen, sondern bewirkt häufig auch, dass solche gar nicht erst eintreten.

## Prävention und Intervention bei kritischen Lebensereignissen
Primäre Prävention umfasst alle Maßnahmen, die den Eintritt von kritischen Lebensereignissen verhindern sollen in Befolgung der Maxime »Wer sich in Gefahr begibt, kommt darin um«. Dazu gehören z. B. Maßnahmen und Vorschriften der Unfallverhütung, des Arbeitsschutzes und des Brandschutzes. – Um negative Lebensereignisse in Zusammenhang mit normativen Übergängen im Lebensverlauf zu vermeiden, gibt es vielfältige Institutionen und Programme: Erziehungsberatung, Berufs- und Studienberatung, Ehevorbereitungskurse, Elternkurse zur Förderung von elterlichen Erziehungskompetenzen, Maßnahmen des Müttergenesungswerks, Entlastung und Beratung von pflegenden Angehörigen, Selbstverteidigungskurse.
Wenn ein kritisches Ereignis eingetreten ist, geht es um die Bewältigung der Situation durch die betroffene Person. Einzelne Ereignisse, z. B. Trennung, Verwitwung, werden in der Regel alleine bzw. mit Unterstützung aus dem privaten Umfeld gemeistert. Für (chronisch) kranke Personen bieten Selbsthilfegruppen Unterstützung. – Häufig sind professionelle Unterstützungsleistungen erforderlich (sekundäre Prävention, Frühbehandlung). Körperliche Verletzungen und Erkrankungen müssen vorrangig medizinisch behandelt werden. Ebenso geht es um die Sicherung der materiellen Lebensgrundlage (Wohn- und Einkommenssituation). Wenn nach einem Trauma-Ereignis eine Akute Belastungsreaktion eingetreten ist, kann eine kurzzeitige Intervention erforderlich sein, um das Risiko einer Posttraumatischen Belastungsstörung zu senken.
Wenn Bewältigungsbemühungen anhaltend erfolglos bleiben, dann löst das kritische Lebensereignis eine persönliche Krise aus. Zur sekundären Prävention gehören deshalb auch: Professionelle Krisenintervention, Telefonseelsorge, Frauen-Notruf, Psychosoziale Notfallversorgung, Kinderschutz. Häufig ist eine Kombination verschiedener Maßnahmen sowie die Mobilisierung (privater) sozialer Unterstützung erforderlich. – Wenn das Lebensereignis mit einem Normenkonflikt zusammenhängt, kommt es ggf. zu einem Straf- oder Zivilverfahren. Bei zivilen Rechtsstreitigkeiten kann eine Mediation angezeigt sein. – Professionelle Krisenintervention hat wie soziale Unterstützung allgemein das Ziel, Bewältigungsstrategien für die betroffene Person (wieder) verfügbar zu machen (Hilfe zur Selbsthilfe).
Wenn von kritischen Ereignissen betroffene Personen körperlich oder/und psychisch erkranken, z. B. Unfallfolgen, Depression, Angststörung oder Posttraumatische Belastungsstörung, so sind krankheits-spezifische Behandlungen angezeigt (tertiäre Prävention); im Weiteren auch medizinische Rehabilitation oder/und Psychotherapie. Zur Behandlung der Verbitterungsstörung wurde die Weisheitstherapie entwickelt. Bei Personen mit einer Anpassungsstörung kann ein (therapeutisch angeleiteter) Lebensrückblick auf die bisher gemeisterten Herausforderungen helfen, Ressourcen zu aktivieren. Häufig wird eine Person erst durch eine Behandlung bzw. Psychotherapie in die Lage versetzt, das kritische Ereignis und dessen Folgen zu bearbeiten und zu bewältigen.